# Randonia africans
Randonia africans là một loài thực vật có hoa trong họ Resedaceae. Loài này được Coss. miêu tả khoa học đầu tiên năm 1859.